# Rethwisch (Stormarn)

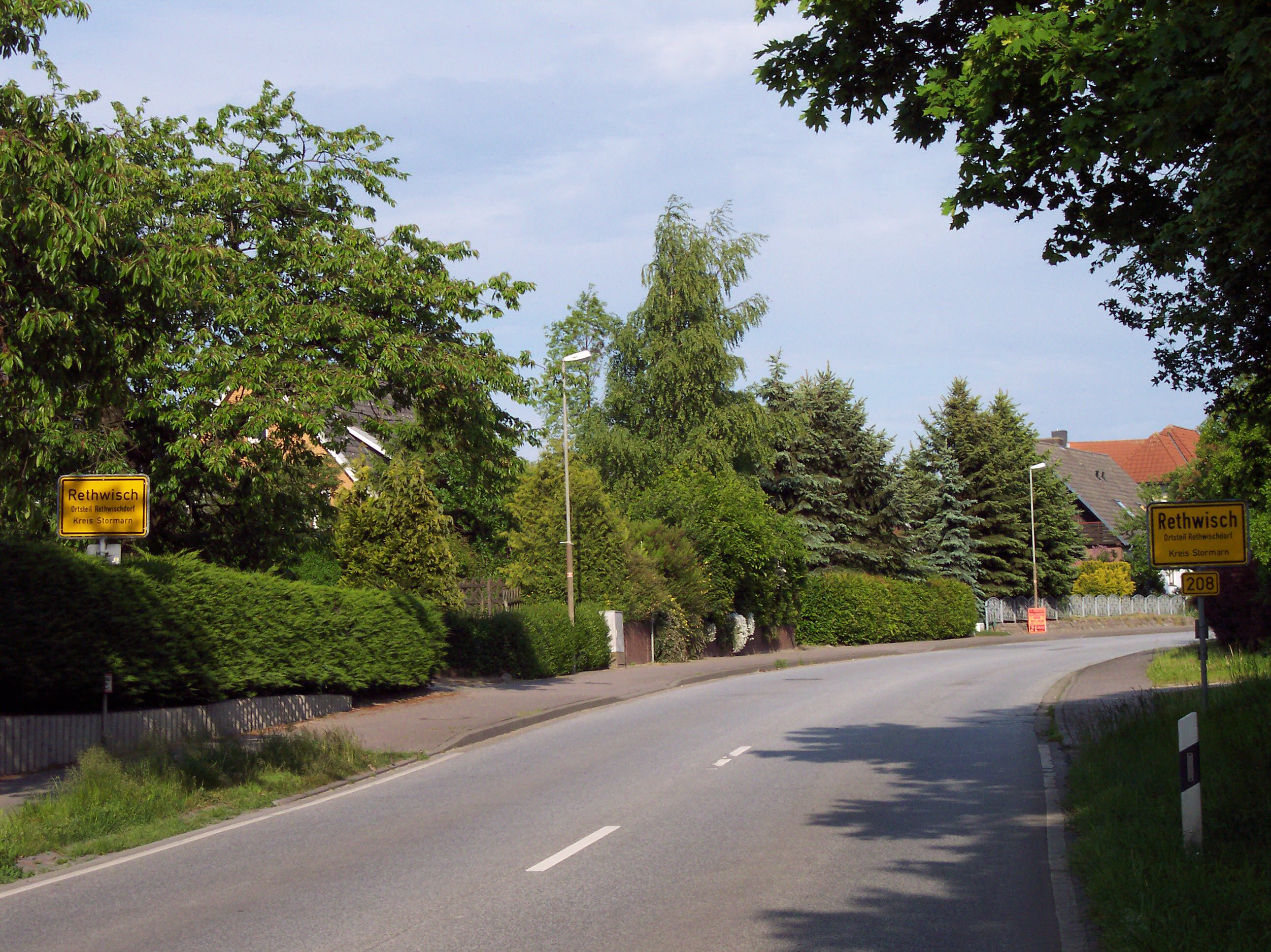
Rethwisch (Kreis Stormarn), Ortseingang Rethwischdorf

Rethwisch (niederdeutsch Reetwisch) ist eine Gemeinde im Kreis Stormarn in Schleswig-Holstein. An der Wende vom 17. zum 18. Jahrhundert war Rethwisch kurzzeitig Residenzstadt des Kleinherzogtums Schleswig-Holstein-Sonderburg-Plön-Rethwisch.

## Geografie
Die Gemeinde Rethwisch besteht aus den sieben Ortsteilen Rethwischdorf, Steensrade, Frauenholz, Tralauerholz, Altenweide, Klein Boden und Treuholz.

## Geschichte

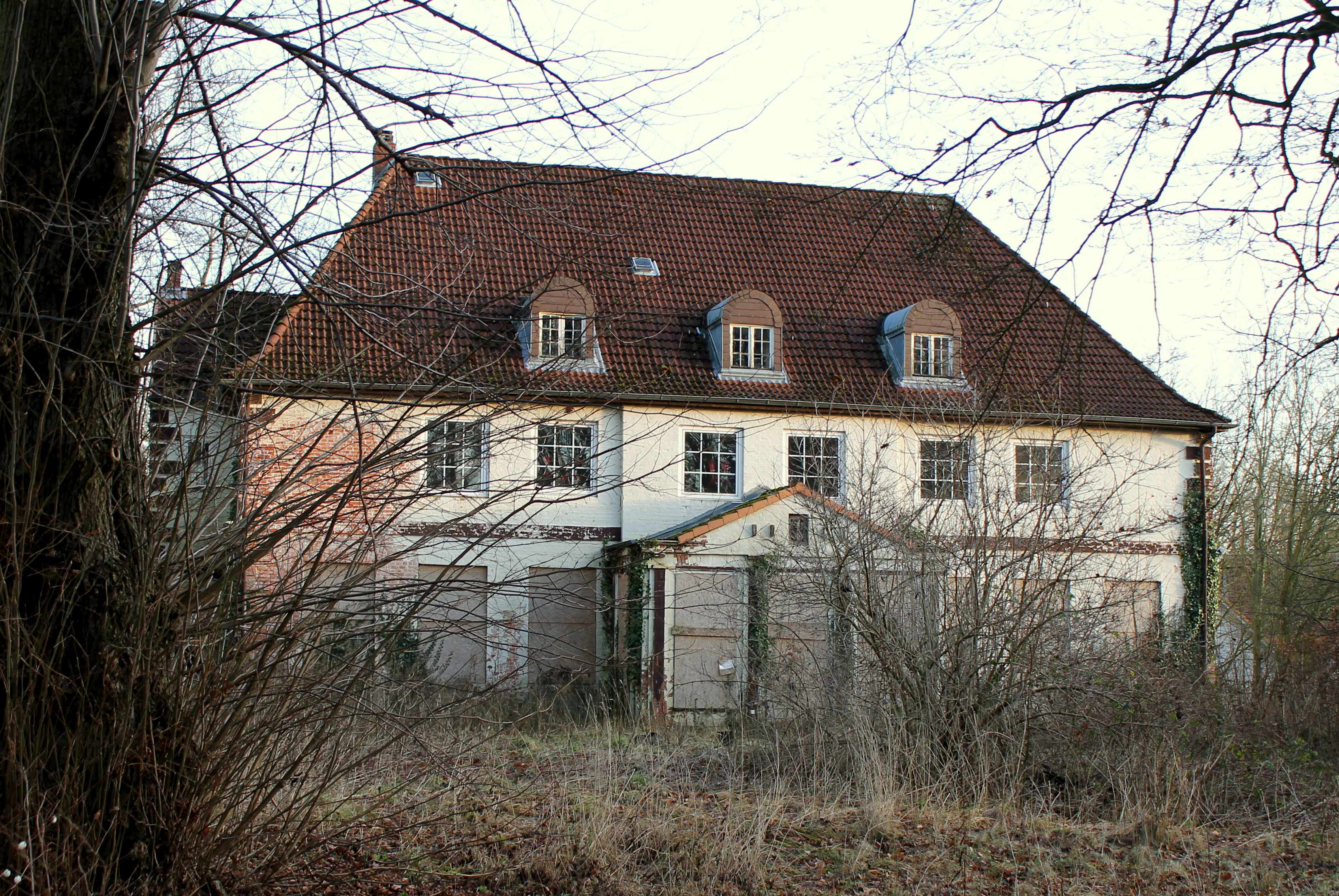
Das Gut Rethwischhof in Rethwischfeld (1972 von Bad Oldesloe eingemeindet) weist Bausubstanz des Vorwerks des Rethwischer Schlosses auf

Rethwisch wurde im 11. Jahrhundert erstmals urkundlich erwähnt. Der Name Rethwisch, früher auch Redewisch, bedeutet Schilfwiese (red = Schilf, wisch = Wiese).
1442 war der Ritter Hermann von Wyersrode Besitzer des Ortes, der später Mathias von Ratlow gehörte und noch später in kirchlichen Besitz überging. Die Lübecker Kirche verkaufte Rethwisch an das Stift von Ratzeburg, das es nach kurzer Zeit an Sievert von Heest weiterveräußerte. Rethwisch blieb etwa 100 Jahre im Besitz derer von Heest, bis Anna von Heest das Dorf 1616 für 70.000 Taler an Johann den Jüngeren (1545–1622), den ersten Herzog von Schleswig-Holstein-Sonderburg, verkaufte.
Johann der Jüngere vererbte Rethwisch zusammen mit anderen Teilen des Herzogtums an seinen Sohn Herzog Joachim Ernst, den Gründer der Seitenlinie Schleswig-Holstein-Sonderburg-Plön. Joachim Ernst überließ den Ort seiner Schwester Eleonora, die in einer Wiesenniederung ein Fachwerk-Herrenhaus errichtete. Nach deren Tod 1669 ging der Besitz an Joachim Ernst zurück. Nach dessen Tod zwei Jahre später wurde das Herrschaftsgebiet Schleswig-Holstein-Sonderburg-Plön unter den Söhnen von Joachim Ernst weiter aufgeteilt. Rethwisch ging an Herzog Joachim Ernst II. (1637–1700), den drittgeborenen Sohn. Dieser ließ das von Eleonore gebaute Herrenhaus abreißen und erbaute ein Schloss aus Stein, das 1699 fertiggestellt wurde. Rethwisch war nun Residenzstadt des Kleinherzogtums Schleswig-Holstein-Sonderburg-Plön-Rethwisch geworden. Die Nachfolge von Joachim Ernst II. trat dessen Sohn Herzog Johann Ernst Ferdinand (1684–1729) an.
Da Johann Ernst Ferdinand ohne lebende Nachkommen starb, fiel Rethwisch an die Plöner Stammlinie zurück und wurde von einem Herzogtum auf ein Amt zurückgestuft. Das Schloss wurde von den neuen Herren als Münzstätte (Münze zu Rethwisch) genutzt.
Nach dem Aussterben auch der Linie Schleswig-Holstein-Sonderburg-Plön übernahm 1761 absprachegemäß der dänische König Friedrich V. das Teilherzogtum und damit auch Rethwisch. Als 1773 die Leibeigenschaft aufgehoben wurde, wurde das Gut Rethwisch in Parzellen aufgeteilt. Das Schloss wurde im Jahr 1785 abgerissen, da es im dänischen Gesamtstaat keinen Bedarf an vielen Residenzen gab. Der Betrieb der Münze war bereits einige Jahre vorher eingestellt worden.
Als Spur der Geschichte als herzogliche Residenzstadt ist das heute zur benachbarten Stadt Bad Oldesloe gehörende Gut Rethwischhof in Rethwischfeld anzusehen. Gut Rethwischhof wurde zwar erst 1780 erbaut; es handelt sich jedoch um das ehemalige Vorwerk des Schlosses.
Der Ortsteil Frauenholz war ursprünglich ein Kirchliches Gut, das von 1170 bis 1849 der Marienkirche in Lübeck gehörte und ein sog. Lübsches Stadtstiftsdorf war. Damit verblieb die Landeshoheit bei Holstein, obwohl die wirtschaftlichen Nutzungsrechte in Lübeck lagen. 1889 wurde der Gutsbezirk dem Amtsbezirk Rethwisch zugeschlagen. Bei der Auflösung der Gutsbezirke wurde Frauenholz 1928 nach Rethwisch eingemeindet.
Klein Boden, in älteren Quellen auch Rethwischer Boden genannt, entstand gemeinsam mit Groß Boden unter der Bezeichnung Boden auf dem Gebiet des wüst gefallenen Ortes und Kirchspiels Schönenborn. Es gehörte zum alten landesherrlichen Amt Steinhorst. 1672 kam Klein Boden zum landesherrlichen Amt Rethwisch, während Groß Boden bei Steinhorst (heute Kreis Herzogtum Lauenburg) verblieb, so dass fortan zwei Orte bestanden.
Mit der Annexion Schleswig-Holsteins durch Preußen wurde das Dorf 1867 dem neu gegründeten Kreis Stormarn zugeordnet und bei Einführung der preußischen Kommunalverfassung 1889 in den Amtsbezirk Rethwisch eingegliedert. Ab 1900 entwickelte sich in Klein Boden die Zigarrenproduktion in Heimarbeit. 1928 erfolgte gemeinsam mit den Gutsbezirken Frauenholz und Tralauerholz die Eingemeindung nach Rethwisch. Klein Boden hatte damals 77 Einwohner.

## Politik

### Gemeindevertretung
Bei der Kommunalwahl am 14. Mai 2023 wurden insgesamt elf Sitze vergeben. Von diesen erhielten die Allgemeine Wählergemeinschaft Rethwisch und die CDU jeweils vier Sitze und die Freie Wählergemeinschaft Rethwisch erhielt drei Sitze.

### Wappen
Blasonierung: „Über silbernem, in der Mitte gewölbtem Schildfuß, darin eine rote Urne, in Blau sieben goldene, an den Halmen miteinander verbundene Weizenähren.“

## Kultur und Sehenswürdigkeiten

### Bauwerke
Die 1968 erbaute Christuskirche (Rethwisch) in Rethwischdorf, lange Zeit die einzige Autobahnkirche Schleswig-Holsteins, beheimatet einen aktiven Kirchenchor.
In der Liste der Kulturdenkmale in Rethwisch (Stormarn) stehen die in der Denkmalliste des Landes Schleswig-Holstein eingetragenen Kulturdenkmale.

### Sport
Der VfL Rethwisch ist ein ca. 500 Mitglieder zählender Sportverein, in dem vor allem die Sparten Fußball und Handball mitgliederstark sind. Die 2011 gegründete Juggersparte richtet seit 2005 jährlich die Schleswig-Holstein-Meisterschaft aus. Im Jahr 2015 konnte im Kinder- sowie im Jugendbereich die deutsche Meisterschaft in Jugger gewonnen werden. 2016 fand die dritte deutsche Kinder- und Jugendmeisterschaft Jugger, 2018 die 21. Deutsche Jugger Meisterschaft in Rethwisch statt.

### Regelmäßige Veranstaltungen
Das kulturelle Leben in Rethwisch ist zum einen durch die beiden Freiwilligen Feuerwehren Rethwischdorf und Klein Boden geprägt, zum anderen bringen die Parteien, Wählervereine und die Evangelisch-Lutherische Kirche sich mit verschiedenen Veranstaltungen regelmäßig ins Gespräch. Auch gibt es einen Jugendkeller, in dem Kinder und Jugendliche einmal wöchentlich gemeinsam spielen und basteln können.

## Wirtschaft und Infrastruktur

### Unternehmen
Die Infrastruktur ist in den vergangenen Jahren sehr zurückgegangen. Es gibt weder Bäcker, noch Gastwirtschaft oder Kaufmann, Post oder Bank und nur wenig Gewerbe. Allerdings liegt die Kreisstadt Bad Oldesloe – auch verbunden durch drei Buslinien – so nahe, dass ein großer Teil des Bedarfs hier gedeckt werden kann.

### Medien
Tageszeitungen mit regionalem Bezug sind das „Stormarner Tageblatt“ als Lokalausgabe des Schleswig-Holsteinischen Zeitungsverlags (sh:z) sowie die Lokalausgabe der Lübecker Nachrichten.
In Rethwisch werden kostenlos die Anzeigenblätter „Markt“, „Wochenblatt“ und „Blickpunkt“ verteilt.

### Verkehr
Rethwisch ist – unweit der Bundesautobahn 1 – äußerst verkehrsgünstig gelegen, was die Entwicklung zum Wohnort begünstigte. Allerdings bringt dieser Vorteil zurzeit auch Probleme mit sich, denn über die Bundesstraße 208 rollten bis zur Fertigstellung der Bundesautobahn 20 täglich rund 10.000 Fahrzeuge durch Rethwischdorf. Mit deren Fertigstellung hat sich die Lage jedoch merklich entspannt.
Durch Rethwisch führt neben den Buslinien 8740 (Oldesloe – Westerau – Kastorf – Berkenthin – Ratzeburg) und 8161 (Oldesloe – Meddewade – Groß Boden – Eichede – Todendorf) des Omnibusunternehmens Autokraft auch die Linie 8129, das Anrufsammeltaxi.
Bis 1962 verfügte Rethwisch über die drei Bahnhöfe bzw. Haltepunkte Klein Boden, Treuholz und Rethwisch entlang der Kaiserbahn von Hagenow über Ratzeburg nach Bad Oldesloe. Die Strecke wurde ab 1972 abgetragen.

## Persönlichkeiten
- Wolfgang Erich (1920–1970), Direktor des Schleswig-Holsteinischen Landtags
- August Hirsch (1852–1922), auf Gut Tralauerholz geborener Bauingenieur, Hafenbaumeister und Hochschullehrer
- Uli König (* 1981), Politiker, von 2007 bis 2010 Vorsitzender des Landesverbands der Piratenpartei
- Friedrich Carl Schnoor (1758–1816), Jurist
- Henning Schwarz (1928–1993), Jurist und Politiker (CDU), 1969 bis 1988 Minister des Landes Schleswig-Holstein
- Werner Schwarz (1900–1982), von 1959 bis 1965 Bundesminister für Ernährung, Landwirtschaft und Forsten
- Werner Schwarz (* 1960), Landwirt, Agrarfunktionär und Politiker (CDU)[8]